# غوران فاسيليفيتش
غوران فاسيليفيتش (بالصربية: Горан Василијевић)‏ (مواليد 27 أغسطس 1965)، هو لاعب كرة قدم سابق كان يلعب كمدافع.

## وصلات خارجية
- غوران فاسيليفيتش على موقع الاتحاد الأوربي (الإنجليزية)
- غوران فاسيليفيتش على موقع رابطة كرة القدم اليابانية للمحترفين (اليابانية)
- غوران فاسيليفيتش على موقع قاعدة بيانات كرة القدم.إي يو (الإنجليزية)
- غوران فاسيليفيتش على موقع عالم كرة القدم.نت (الإنجليزية)